# Chevrolet Copper-Cooled
La Copper-Cooled (anche conosciuta come Serie M) è stata un'autovettura compact prodotta dalla Chevrolet nel 1923.

## Storia
La vettura era dotata di un motore a quattro cilindri in linea da 2.212 cm³ di cilindrata che sviluppava 22 CV di potenza. L'impianto di raffreddamento era a liquido. Il nome  del modello derivava dalle caratteristiche di quest'ultimo. Tale sistema era infatti fornito di alette in rame. "Copper" e "Cooled" in inglese significano, infatti, "rame" e "raffreddato".
Le carrozzerie disponibili erano torpedo quattro porte, roadster, due porte, berlina due porte e coupé due porte. Sui mercati il modello fu un flop. Ne furono infatti realizzati solo 759 esemplari. Al XXI secolo ne sono sopravvissuti solo due esemplari. Uno di essi è conservato all'Henry Ford Museum.